# Duety (album Krzysztofa Kiljańskiego)
Duety – czwarty album polskiego piosenkarza Krzysztofa Kiljańskiego, który miał swoją premierę 25 listopada 2014 roku nakładem wytwórni muzycznej Universal Music Polska.
Na płycie znalazły się polskie piosenki (w tym te z repertuaru Kiljańskiego), które artysta nagrał w duecie m.in. z Haliną Mlynkovą, Kayah i Dorotą Miśkiewicz.

## Lista utworów
Opracowano na podstawie materiału źródłowego.
1. „Prócz ciebie, nic” (gościnnie: Kayah)
2. „Podejrzani zakochani” (gościnnie: Halina Mlynkova)
3. „Ktoś między nami” (gościnnie: Sarsa Markiewicz)
4. „Zakochani są wśród nas” (gościnnie: Maria Niklińska)
5. „Kocham cię, kochanie moje” (gościnnie: Grażyna Szapołowska)
6. „Jej portret” (gościnnie: Kasia Popowska)
7. „Pół oddechu” (gościnnie: Iza Kowalewska)
8. „Naprawdę” (gościnnie: Dorota Miśkiewicz)
9. „Posiedźmy sobie razem w kuchni” (gościnnie: Elżbieta Adamiak)
10. „Kto tak ładnie kradnie jak on” (gościnnie: Anna Serafińska)